# بول ناكوشي
بول ناكوشي (بالإنجليزية: Paul Nakauchi)‏ هو ممثل أمريكي، ولد في 1953.

## وصلات خارجية
- بول ناكوشي على موقع IMDb (الإنجليزية)
- بول ناكوشي على موقع ألو سيني (الفرنسية)
- بول ناكوشي على موقع أول موفي (الإنجليزية)
- بول ناكوشي على موقع قاعدة بيانات برودواي على الإنترنت (الإنجليزية)
- بول ناكوشي على موقع قاعدة بيانات الفيلم (الإنجليزية)
- بول ناكوشي على موقع كينوبويسك (الروسية)